# الأمسيات في المنزل
الأمسيات في المنزل (1792-1796) هي عبارة عن مجموعة من ستة مجلدات من القصص التي كتبها جون أيكين وشقيقته آنا ليتيشا باربولد. وهي مثال لأدب الأطفال المبكر. وصفتها كاتبة الأطفال ماري لويزا مولسورث في العصر الفيكتوري بأنها واحدة من حفنة من الكتب التي كانت مملوكة من قِبل كل عائلة في طفولتها وكان يتم قراءتها للأطفال بحماس.